# 豊田景俊
豊田 景俊（とよだ かげとし）は、平安時代後期の武士。相模国大住郡豊田庄の領主。

## 略歴
相模国の有力武士団・鎌倉党の一族で、大庭御厨を相伝した大庭景宗を父、同地を継承した大庭景義・景親を兄弟に持つ。名字の地とした豊田庄には父・景宗の墳墓があったという。治承4年（1180年）伊豆国で挙兵した源頼朝が相模国への侵出を図った際、兄弟のうち景親や俣野景久は平家方として頼朝軍を阻んだが、景俊は兄・景義とともに頼朝軍に扈従している（石橋山の戦い）。